# Dave Broadfoot
Dave Broadfoot (North Vancouver, 5 de dezembro de 1925 — Ottawa, 1 de novembro de 2016) foi um comediante canadense. Nascido em North Vancouver, Broadfoot deixou a escola em 1943 e entrou na marinha mercante, servindo até 1947. Ele ganhou experiência numa carreira profissional no teatro trabalhando no teatro comunitário em Vancouver, eventualmente gravitando em direção à comédia.